# Каміл Микульчик
Каміл Микулчик (словац. Kamil Mikulčík; *18 листопада 1977, Трнава) — словацький співак і актор, соліст словацької джаз-групи «Fragile».

## Біографія
Разом з Нелою Поцісковою брав участь на конкурсі пісні Євробачення 2009 (як учасник від Словаччини) з піснею «Let 'tmou». Цікаво, що це був перший виступ учасників Словаччини на Євробаченні після бойкотування цією країною конкурсу з 1999 по 2008.
На Євробаченні дует отримав всього 8 балів, і фінішував на вісімнадцятій (передостанній) позиції в другому півфіналі. На даний момент це найгірший результат Словаччини на цьому конкурсі.

## Дискографія

### Альбоми
- Voice mail (2007)
- Vianoce (2009)